# 努弗嫩

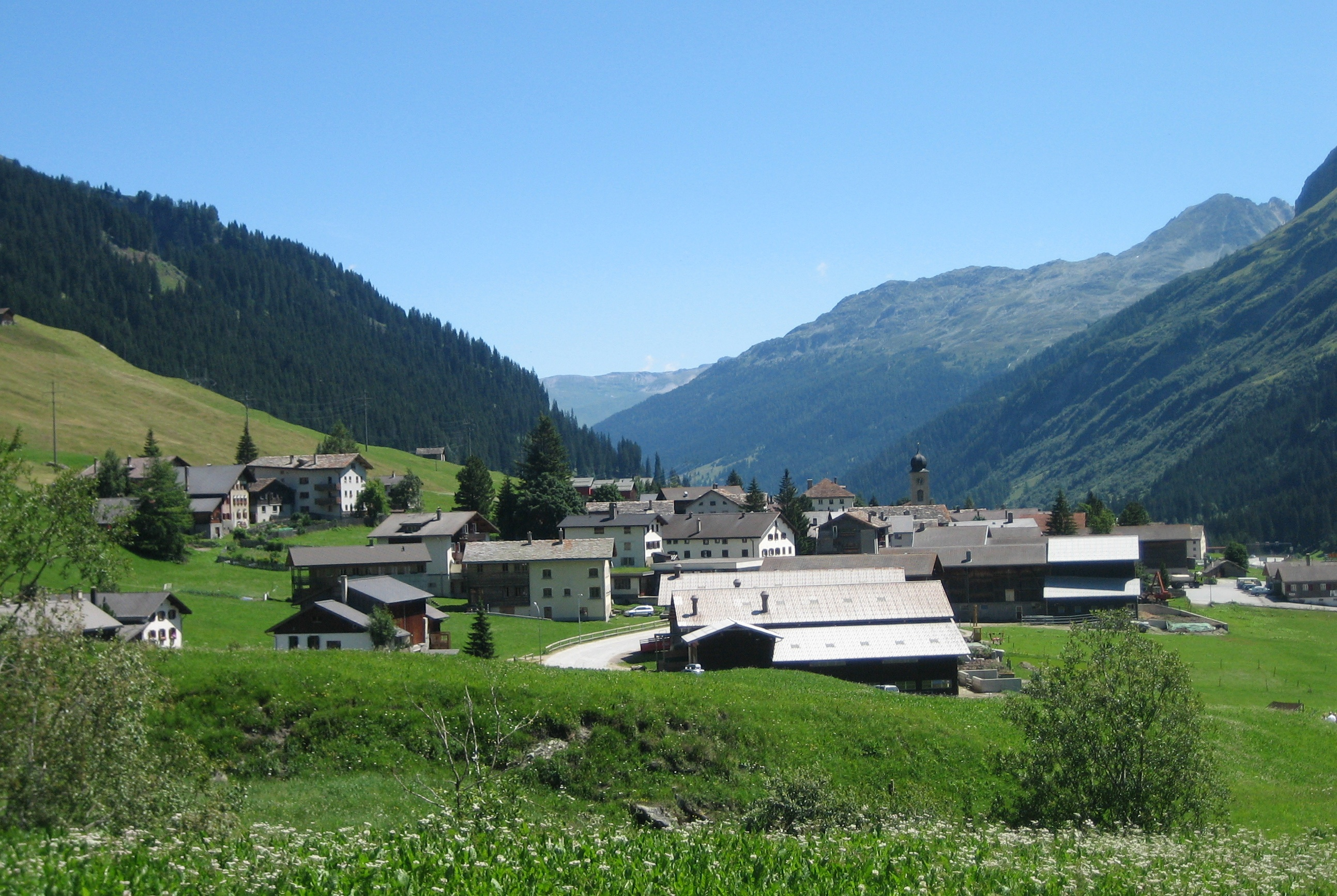

努弗嫩是瑞士的城鎮，位於該國東部，由格勞賓登州負責管轄，面積28.03平方公里，五成半土地用作農業，海拔高度1,569米，2011年人口159，人口密度每平方公里6人。

## 外部連結
- Official Web site（页面存档备份，存于）